# Čarovniški proces
Čarovniški proces je naziv za sodni postopek proti osebam, ki so bile obtožene čarovništva. Čarovništvo je bilo hujše kaznivo dejanje, ki se je pojavilo v Evropi v srednjem veku, v katerem so bile obtožbe večinoma povezane z zlobnimi duhovi, hudičem, slabo letino ter vplivom na vremenske razmere. Razlog za obtožbe je bil pogosto maščevalne narave, saj so ljudje čarovnicam pripisovali krivdo za neurja, točo in druge vremenske neprilike. Med preganjanimi je bilo največ žensk, medtem ko je bilo moških manj, za sojenje v čarovniških procesih pa je bilo pristojno deželsko sodišče, pri katerem je bil trajno nameščen krvni sodnik.

## Čarovništvo na Slovenskem
Prvi čarovniški proces na Slovenskem je potekal leta 1425 (1427?) v Celju proti Veroniki Deseniški, najhujša preganjanja pa so bila v drugi polovici 17. stoletja. Odločilen vpliv na prenehanje čarovniških procesov so imele reforme vladarice Marije Terezije. Leta 1740 je zahtevala, da vse čarovniške procese v habsburških dednih deželah predložijo v njeno osebno odločitev. V tem obdobju so se čarovniški procesi tudi končali, čeprav je kazenski zakon Marije Terezije iz leta 1768 še omenjal čarovništvo kot kaznivo dejanje. Zadnja obsojena čarovnica je bila leta 1701 Marina Češarek iz Ribnice.

## Potek čarovniškega procesa
Postopek je vodil krvni sodnik, ki je moral biti vedno osebno prisoten. Izvajal se je za zaprtimi vrati s prisedniki, bil je inkvizitoren (izhajal pa je iz domneve krivde, obtožena oseba ni imela možnosti obrambe), trajal pa je lahko več dni. V procesu so iskali čarovniška znamenja, kot so na primer kožna znamenja ali bradavice ter razni kožni izrastki. Uporabljali so tudi različne mučilne metode (npr. stol s konicami na sedalu). Zaradi hudega mučenja so obtoženci dejanje običajno hitro priznali, priznanje pa je bilo v čarovniških postopkih najpomembnejši dokaz. Obsojence so pogosto kaznovali s smrtjo (sežig na grmadi), v 18. stoletju pa so izrekali tudi milejše kazni.

## Mučilne metode in naprave
Mučenje in usmrtitve je ponavadi izvajal rabelj.
Najbolj pogoste mučilne metode in naprave:
Natezalnica-- mučilna naprava sestavljena iz ravne deske na katero so položili obsojenca, roke in noge pa so mu privezali z vrvjo, ki se je navijala na vreteno. Ko so vreteno začeli vrteti, so telo začeli raztezati in tako so lahko obsojencu izpahnili skoraj vse sklepe. V nekaterih inkvizitorskih poročilih lahko preberemo, da je bilo mogoče človeško telo z natezalnico ”podaljšati“ tudi do 30 cm.
Železna ali nurnberška devica- izgleda kot nekakšen sarkofag ali omara, v podobi ženske, v kateri je bil prostor za enega človeka. Notranjost je bila opremljena s številnimi bodicami, med drugim sta bili v notranjosti tudi bodici, ki sta prebodli oči, da je obtoženi oslepel. Ko so napravo zaprli so se bodice zarile v telo.
Kolo- mučilni inštrument na katerega so privezali obsojenca in mu nato lomili kosti, ga vrteli nad ognjem; priljubljeno v Španiji in Franciji.
Klešče- klešče so uporabljali za različne namene; puljenje nohtov in zob, trganje dojk, trganje mesa od telesa.
Puščanje krvi- verjeli so, da je mogoče moč čarovnice izničiti, če ji izpustijo kri. Po telesu so jim naredili zareze, obsojeni je tako izkrvavel.
Heretikove vilice- dvostranske vilice s po dvema ostema na vsaki strani so zarili pod brado in ključnico, kar je obtožencu pustilo globoke rane. Vilice so odstranili, dokler obtoženi ni priznal čarovništva.
Stol na katerem so bile bodice kjer so obtožene privezali nanj.

## Metaforična uporaba
V sodobnem izrazju je termin lov na čarovnice pridobil pomen, ki se nanaša na iskanje ali preganjanje katerega koli zaznanega sovražnika, posebno kadar poteka z uporabo skrajnih ukrepov in z neupoštevanjem dejanske krivde ali nedolžnosti. Uporablja se ne glede na to, ali ga izvaja država ali poteka samo na sodišču javnega mnenja.
V Britanijo je lov na čarovnice prinesel Jakob I Angleški. Tedaj je bil le škotski kralj, zato je lov na čarovnice najprej zajel celotno Škotsko. Kmalu po okronanju za angleškega kralja je napisal znano knjigo Demonologija. V njej je še posebej poudarjal, da je večji zločin obsoditi nedolžno osebo čarovništva, kot izpustiti pravo čarovnico.
V času državljanske vojne Jakob I ni mogel posvečati pozornosti kršiteljem zakona saj se je predal vojskovanju. To je izkoristil največji, ter prvi samooklicani lovec na čarovnice Matthew Hopkins. V svoji prvi pošiljki je oblastem predal preko deset čarovnic. Do priznanja jih je pripravil s pomankanjem spanja. Ko pa je imel opraviti z duhovnikom, ki ni želel priznati zveze s hudičem, je posegel po mnogo hujši metodi. V demonologiji je namreč pisalo, da so se čarovnice in čarovniki odrekli sveti vodi, in da jih voda ne bi sprejela. Duhovnika je oblekel v ohlapna oblačila, da je bila mala verjetnost, da bi potonil. Po več metih v vodo, kljub vsemu je.
Hopkinsa je ustavil župnik majhne vasice, v katero je le ta prihajal. Vložil je tožbo, ki se je obrnila proti Hopkinsu. Njegova največja napaka je bila, da se je skliceval na Demonologijo, saj je bil Jakob I že mrtev. Umrl je pod sumljivimi okoliščinami v svoji rodni vasi, kjer je prej čarovništva obtožil 10 ljudi.